# Nikander
A Nikander görög eredetű férfinév, jelentése: győztes férfi.

## Gyakorisága
Az 1990-es években szórványos név, a 2000-es években nem szerepel a 100 leggyakoribb férfinév között.

## Névnapok
- június 17.[2]